# NGC 5532
NGC 5532 este o liner situată în constelația Boarul. A fost descoperită în 15 martie 1784 de către William Herschel. Se află la o distanță de 107,42 megaparseci de Pământ.